# Municipio de Tetepango
El municipio de Tetepango es uno de los ochenta y cuatro municipios que conforman el estado de Hidalgo en México. La cabecera municipal y localidad más poblada es Tetepango.
El municipio se localiza al sur del territorio hidalguense entre los paralelos 20°3′ y 20°10′ de latitud norte; los meridianos 99°6′ y 99°12′ de longitud oeste; con una altitud entre 2100 y 2400 m s. n. m. Este municipio cuenta con una superficie de 44.90 km², y representa el 0.22 % de la superficie del estado; dentro de la región geográfica denominada como Valle del Mezquital.
Colinda al norte con los municipios de Mixquiahuala de Juárez y Ajacuba; al este con el municipio de Ajacuba; al sur con el municipio de Ajacuba; al oeste con los municipios de Ajacuba, Atitalaquia, Tlahuelilpan y Tlaxcoapan.

## Toponimia
La palabra Tetepango proviene del náhuatl Tetl ‘piedra’, tepantli ‘muro’ y co ‘lugar’; por lo que su significado es «Entre los muros de piedra».

## Geografía

### Relieve e hidrográfica
En cuanto a fisiografía se encuentra dentro de las provincias del Eje Neovolcánico; dentro de la subprovincia de Llanuras y Sierras de Querétaro e Hidalgo. Su territorio es llanura (55.0%) y sierra (45.0%).
En cuanto a su geología corresponde al periodo neógeno (80.34%) y cuaternario (3.0%). Con rocas tipo ígnea extrusiva: volcanoclástico (64.34%), basalto-brecha volcánica básica (14.0%), brecha volcánica básica (1.0%) y basalto (1.0%); sedimentaria: caliza (2.0%); suelo: aluvial (1.0%). En cuanto a cuanto a edafología el suelo dominante es phaeozem (39.34%), leptosol (38.0%) y vertisol (6.0%).
En lo que respecta a la hidrología se encuentra posicionado en la región hidrológica del Pánuco (3.0%); en las cuencas del río Moctezuma; dentro de las subcuenca del río Tula  (84.0%) y río Salados (16.0%). Al municipio lo conforman 44 cuerpos de agua y un río, entre los sitios hidrológicos más importantes sobresalen la presa del Muchacho, el manantial del Salitre, el Jagüey Grande y el Pozo de la Noria.

### Clima
El municipio en toda su extensión presenta una diversidad de climas; Semiseco templado (100.0%). Registra una temperatura media anual de alrededor de los 17 °C, una precipitación pluvial de 900 milímetros por año, y el período de lluvias es de mayo a septiembre.

### Ecología
La flora en el municipio se compone por árboles de pirul, el nopal, las palmas, el pino y los matorrales de tipo espinoso. La fauna perteneciente a esta región está compuesta por lagartijas, camaleones, ratón de campo, conejos, ardillas y zorrillos.

## Demografía

### Población
De acuerdo a los resultados que presentó el Censo Población y Vivienda 2020 del INEGI, el municipio cuenta con un total de 11 768 habitantes, siendo 5740 hombres y 6028 mujeres. Tiene una densidad de 261.9 hab/km², la mitad de la población tiene 30 años o menos, existen 95 hombres por cada 100 mujeres.
El porcentaje de población que habla lengua indígena es de 0.28 %, el porcentaje de población que se considera afromexicana o afrodescendiente es de 8.55 %. Tiene una Tasa de alfabetización de 99.1 % en la población de 15 a 24 años, de 93.4 % en la población de 25 años y más. El porcentaje de población según nivel de escolaridad, es de 4.5 % sin escolaridad, el 57.2 % con educación básica, el 23.6 % con educación media superior, el 14.4 % con educación superior, y 0.3 % no especificado.
El porcentaje de población afiliada a servicios de salud es de 66.9 %. El 34.0 % se encuentra afiliada al IMSS, el 57.5 % al INSABI, el 5.8 % al ISSSTE, 0.1 % IMSS Bienestar, 1.8 % a las dependencias de salud de PEMEX, Defensa o Marina, 1.4 % a una institución privada, y el 0.2 % a otra institución. El porcentaje de población con alguna discapacidad es de 4.4 %. El porcentaje de población según situación conyugal, el 32.4 % se encuentra casada, el 31.2 % soltera, el 26.2 % en unión libre, el 4.5 % separada, el 0.8 % divorciada, el 4.8 % viuda.
Para 2020, el total de viviendas particulares habitadas es de 3088 viviendas, representa el 0.4 % del total estatal. Con un promedio de ocupantes por vivienda 3.8 personas. Predominan las viviendas con tabique y block. En el municipio para el año 2020, el servicio de energía eléctrica abarca una cobertura del 99.4 %; el servicio de agua entubada un 70.5 %; el servicio de drenaje cubre un 97.6 %; y el servicio sanitario un 97.8 %.

### Localidades
Para el año 2020, de acuerdo al Catálogo de Localidades, el municipio cuenta con 6 localidades.
| Código INEGI | Localidad               | Población (2020) | Porcentaje (%) | Ámbito Población | Categoría Población |
| ------------ | ----------------------- | ---------------- | -------------- | ---------------- | ------------------- |
| 130650001    | Tetepango               | 9145             | 77.71          | Urbana           | Cabecera municipal  |
| 130650003    | Ulapa de Melchor Ocampo | 1824             | 15.50          | Rural            | Comunidad           |
| 130650002    | Juandhó                 | 755              | 6.42           | Rural            | Comunidad           |
| 130650015    | La Hormiga              | 24               | 0.20           | Rural            | Ranchería           |
| 130650013    | Nicolás Bravo [Barrio]  | 15               | 0.13           | Rural            | Ranchería           |
| 130650012    | San Antonio             | 5                | 0.04           | Rural            | Ranchería           |

## Política
Se erigió como municipio el 6 de agosto de 1824. El Ayuntamiento está compuesto por: un presidente municipal, un síndico, ocho regidores, y dos delegados municipales. De acuerdo al Instituto Nacional electoral (INE) el municipio está integrado por siete secciones electorales, de la 1303 a la 1309. Para la elección de diputados federales a la Cámara de Diputados de México y diputados locales al Congreso de Hidalgo, se encuentra integrado al distrito electoral federal 3 de Hidalgo y al distrito electoral local 15 de Hidalgo. A nivel estatal administrativo pertenece a la Macrorregión III y a la Microrregión I, además de a la Región Operativa II Tula.

### Cronología de presidentes municipales
| Periodo                      | Nombre                         | Afiliación política        |
| ---------------------------- | ------------------------------ | -------------------------- |
| Enero 1875                   | C. Becerra                     | -                          |
| Febrero-junio de 1875        | José Ma. Grande                | -                          |
| Julio-agosto de 1875         | Pedro Ángeles                  | -                          |
| Septiembre-diciembre de 1875 | Gabriel Monroy                 | -                          |
| Enero 1876                   | C. Grande                      | -                          |
| Febrero-marzo de 1876        | C. Estrada                     | -                          |
| Abril-mayo 1876              | C. Grande                      | -                          |
| Junio-julio 1876             | C. Estrada                     | -                          |
| Agosto-noviembre 1876        | C. Grande                      | -                          |
| Diciembre 1876-1878          | Pablo Salinas                  | -                          |
| 1879-1880                    | Agustín Álvarez                | Interino                   |
| 1881-1882                    | Gabriel Monroy                 | -                          |
| 1883-1885                    | Agustín Álvarez                | -                          |
| 1886-1888                    | Nieves Pérez                   | -                          |
| 1889-1890                    | Rafael Estrada                 | -                          |
| 1891-1892                    | Cornelio Flores                | -                          |
| 1893                         | Luciano Viveros                | -                          |
| 1894                         | Guadalupe Mendoza              | -                          |
| 1895-1897                    | Luciano Viveros                | -                          |
| 1898                         | Fausto Ángeles                 | Suplente                   |
| 1899-1902                    | Sabás Pérez                    | -                          |
| Enero-abril 1903             | Luciano Viveros                | -                          |
| Mayo 1903-1904               | Fausto Ángeles                 | -                          |
| 1905-julio 1907              | Matías Salinas Gil             | -                          |
| Agosto-noviembre 1908        | Fausto Ángeles                 | Suplente                   |
| 1909-1910                    | Matías Salinas Gil             | -                          |
| 1911-1912                    | Ruperto Pérez                  | -                          |
| 1913-1914                    | Ismael Pérez                   | -                          |
| 1915                         | Eustolio Becerra               | -                          |
| 1916                         | Fausto Ángeles                 | -                          |
| 1917                         | Ruperto Pérez                  | Suplente                   |
| Enero-febrero de 1918        | Búmaro Pérez                   | Provisional                |
| Junio de 1918 - 1919         | Roman Monroy Rodríguez         | -                          |
| 1920-1921                    | Ramón R. Rodríguez             | -                          |
| 1922 - mayo de 1923          | Camilo Rodríguez Sánchez       | -                          |
| Junio - diciembre de 1923    | Cecilio Zarate                 | -                          |
| 1924                         | Tomas Cerón                    | -                          |
| 1925                         | Hermilo Jiménez                | -                          |
| 1926                         | Enrique Sánchez                | -                          |
| 1927                         | José Mendoza                   | Suplente                   |
| Enero-agosto de 1928         | Eustolio Becerra               | -                          |
| Agosto-diciembre de 1928     | Rutilio Cruz                   | -                          |
| Enero - agosto de 1929       | Eustolio Becerra               | -                          |
| Agosto - diciembre de 1929   | Rutilio Cruz                   | -                          |
| 1930-1931                    | Eustolio Becerra               | -                          |
| 1932-1933                    | Enrique Sánchez                | -                          |
| 1934-1935                    | HONORATO MERA                  | -                          |
| 1936                         | Eustolio Becerra               | -                          |
| 1937                         | Matías Mendiola                | -                          |
| 1938-1939                    | Martiniano Viveros M.          | -                          |
| 1940-1941                    | Manuel Viveros M.              | -                          |
| 1942                         | José María Estrada             | -                          |
| 1943-1945                    | Jesús Pérez Sosa               | -                          |
| 1946-1948                    | Hermilo Jiménez                | -                          |
| 1949-1951                    | José María Estrada             | -                          |
| 1952-1953                    | Agustín Melgarejo Moreno       | -                          |
| 1954                         | Javier Pérez Durán             | -                          |
| 1955-1957                    | Pablo Estrada García           | -                          |
| 1958-1960                    | Armando Pérez Monroy           | -                          |
| 1961-1962                    | Román Monroy Rodríguez         | -                          |
| 1963                         | Rodolfo Salinas Flores         | -                          |
| 1964-1967                    | Guadalupe Pérez Lugo           | -                          |
| 1967-1970                    | José de Jesús Jiménez Ángeles  | -                          |
| 1970-1973                    | Angelina Ramírez Falcón        | -                          |
| 1973-1976                    | Leobardo Pérez Lugo            | -                          |
| 1976-1979                    | Carlos Felipe Jiménez Román    | -                          |
| 1979-1982                    | Armando Pérez Monroy           | -                          |
| 1982-1985                    | Luis López Martínez            | -                          |
| 1985-1988                    | Agustín Sánchez Monroy         | -                          |
| 1988-1991                    | Máximo Sánchez Pérez           | -                          |
| 1991-1994                    | Manuel Santos Márquez          | -                          |
| 16/01/1994 al 15/01/1997     | Julio César Estrada Basurto    | PRI                        |
| 16/01/1997 al 15/01/2000     | Domitilio Reyes Jiménez        | PRD                        |
| 16/01/2000 al 15/01/2003     | Ciro Armando Sánchez Estrada   | PRI                        |
| 16/01/2003 al 15/01/2006     | Miguel Ángel Santos Soto       | PRI                        |
| 16/01/2006 al 15/01/2009     | Zacarías Hernández Mendoza     | PT                         |
| 16/01/2009 al 15/01/2012     | Marco Aurelio Estrada Flores   | Mas x Hidalgo              |
| 16/01/2012 al 04/09/2016     | Zacarías Hernández Mendoza     | PT                         |
| 05/09/2016 al 04/09/2020     | Bernardino Hernández Rodríguez | PT                         |
| 05/09/2020 al 14/12/2020     | Ruth Flores Jiménez            | Concejo municipal Interino |
| 15/12/2020 al 04/09/2024     | Alejandra Zúñiga Chávez        | PT                         |
| 05/09/2024 al 04/09/2027     | Enrique Adrián Estrada Cortés  | PVEM                       |

## Economía
En 2015 el municipio presenta un IDH de 0.733 Alto, por lo que ocupa el lugar 33.º a nivel estatal; y en 2005 presentó un PIB de $594,078,960.00 pesos mexicanos, y un PIB per cápita de $61,264.00 (precios corrientes de 2005).
De acuerdo con el Consejo Nacional de Evaluación de la Política de Desarrollo Social (Coneval), el municipio registra un Índice de Marginación Muy Bajo. El 58.1% de la población se encuentra en pobreza moderada y 9.7% se encuentra en pobreza extrema. En 2015, el municipio ocupó el lugar 24 de 84 municipios en la escala estatal de rezago social.
A datos de 2015, en materia de agricultura se cultiva en hectáreas sembradas, de mayor a menor; maíz (1496 ha), alfalfa (512 ha), frijol (180 ha), avena forraje (70 ha), y calabacita (6 ha). En ganadería se sacrifican mayormente ganado ovino 3278 cabezas; bovino 777; porcino 1043; caprino 168; aves 13 604, comprendiendo aves para carne y huevo y guajolotes; además de 2 colmenas de abejas.
Para 2015 se cuenta con 58 unidades económicas, que generaban empleos para 125 personas. De acuerdo con cifras al año 2015 presentadas en los censos económicos del INEGI, la Población Económicamente Activa (PEA) del municipio asciende a 4224 personas de las cuales 3906 se encuentran ocupadas y 318 se encuentran desocupadas. El 11.50%, pertenece al sector primario, el 43.91% pertenece al sector secundario, el 43.50% pertenece al sector terciario y 1.09% no especificaron.